# St. Viti (Wechmar)

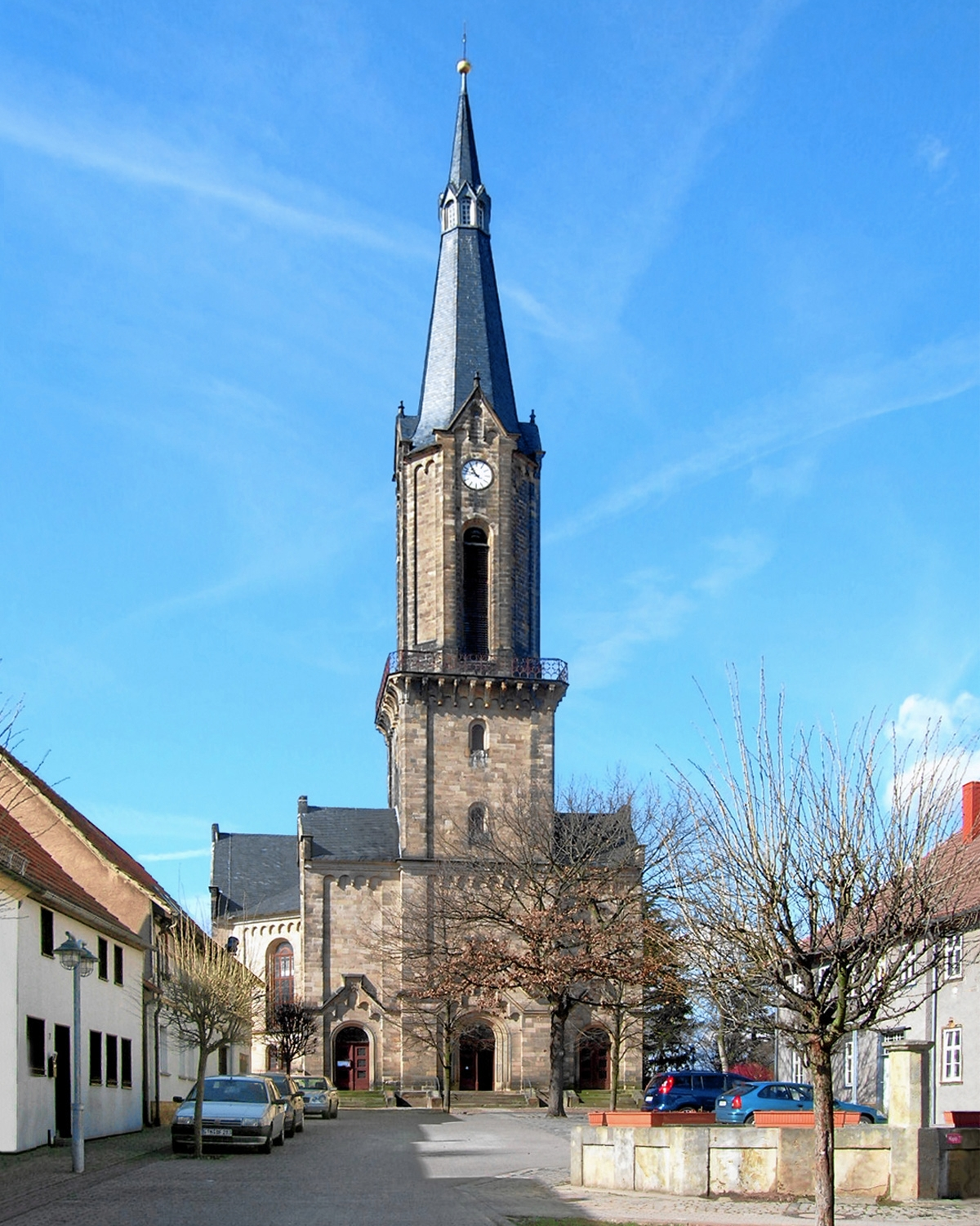
St. Viti (2006)

Die evangelisch-lutherische denkmalgeschützte Kirche St. Viti in Wechmar, einem Ortsteil der Landgemeinde Drei Gleichen im Landkreis Gotha ist eine der größten Dorfkirchen Thüringens. Die Kirchengemeinde Wechmar gehört zum Pfarrbereich Mühlberg der Region Drei Gleichen im Kirchenkreis Gotha der Evangelischen Kirche in Mitteldeutschland.

## Kirche
Der oktogonale nach Plänen des Architekten Kuhn in Natursteinmauerwerk errichtete Zentralbau im Rundbogenstil mit einer Breite von 26 m wurde am 7. November 1843 eingeweiht. Im Osten ist dem Kirchenschiff quer ein Anbau mit drei rundbogigen Portalen vorgesetzt, deren Gewände in romanisierenden Formen verziert sind. In der Mitte befindet sich das Treppenhaus, über dem sich der 68 Meter hohe Kirchturm erhebt, ein Wahrzeichen der Gemeinde. In dem achtseitigen hohen mit einem spitzen Helm bedeckten Geschoss mit der Glockenstube hängen vier Kirchenglocken, eine ist von 1621. Das Kirchenschiff und der Kirchturm sind durch Lisenen und Bogenfriese unterhalb der Dachtraufe gegliedert.

### Geschichte
Bonifatius, der Apostel der Thüringer, soll hier im 8. Jahrhundert den Grundstein für die erste Kirche gelegt haben. Von 1354 bis 1368 wird in alten Chroniken Peter Zinke als erster Priester erwähnt. 1467 wurde die Kirche in drei Bauabschnitten neu errichtet. Sie wurde eine Pfarrkirche und erhielt eine Reliquie des hl. Veit und somit ihren Namen. Als 1524 die Reformation den Ort erfasste, war es mit dem Pilgertum der Eichsfelder nach Vierzehnheiligen – Zwischenstation Wechmar – vorbei: Die Reliquie landete mit dem Sühnekreuz im Feuer auf dem Kirchplatz.
1652 erhielt die Kirche eine neue Orgel, 1664 wurde das Bauwerk generalsaniert. 1681 wurde der Turm bereits durch ein Feuer beschädigt, 1787 traf ihn ein Blitz.
Die Turmspitze wurde am 4. März 1817 während eines schweren Gewitters erneut vom Blitz getroffen. Da das Feuer am Turm mangels ausreichenden Wasserdrucks in den Feuerwehrschläuchen nicht gelöscht werden konnte, sägten beherzte Handwerker die Turmspitze ab. Der daraufhin einsetzende Spott einiger Bürger, besonders der umliegenden Gemeinden, führte letztlich dazu, dass man die ohnehin schon baufällige Kirche 1832 abriss.

### Renovierungsarbeiten am Turm
Als das undichte Dach saniert werden sollte, versuchte man über die Fernsehsendung Ein Dorf wird gewinnen eine halbe Million Euro für die Kirchensanierung zu bekommen. In diesem Wettbewerb errang das Dorf den zweiten Platz und gewann 50.000 Euro. Das Dach wurde mit Schiefer von der Mosel neu gedeckt. Der Dachstuhl brauchte nur teilweise repariert zu werden. Zur Gewinnsumme kamen Mittel der Sponsoren: Land Thüringen (120.000 Euro), Gemeinde Günthersleben-Wechmar (60.000 Euro), Kirchenbaustiftung Hannover (50.000 Euro), Kreiskirchenamt Gotha (30.000 Euro) und die Kirchgemeinde und der Viti-Förderverein (je 20.000 Euro). Nach der Dach- stand die Mauerwerksanierung an.

### Kircheninneres
Den Innenraum prägen unter anderem umlaufende Emporen, eine Kanzel mit Bildern von Jesus und den vier Evangelisten, der Altar mit Kruzifix, ein Taufstein, die Orgel und verschiedene Wand- und Glasbilder. Die Sankt-Viti-Kirche beherbergt das älteste Glasbild des 19. Jahrhunderts in Thüringen. Es zeigt den Schutzheiligen der Kirche, St. Vitus, den Missionar Bonifatius sowie in einer farbenfrohen Darstellung den Grafen von Gleichen mit seinen beiden Frauen. Darunter ist aus Luthers Leben die Verbrennung der Bannandrohungsbulle in Wittenberg dargestellt. Rechts und links des Glasfensters sind Gemälde, die Melanchthon und Luther darstellen und 1843 vom Gothaer Hofmaler Jenichen geschaffen. Die großen Bilder hinter dem Altar stammen vom Hofmaler Jacobsen aus Gotha. Sie zeigen die Geburt und Auferstehung Christi.
Aus der Zeit vor der Reformation sind noch ein paar Einrichtungsgegenstände erhalten, so z. B. das große Kruzifix und einige alte Grabsteine. Die Orgel mit 29 Registern, verteilt auf 2 Manuale und Pedal, wurde 1843 von Johann Friedrich Heinrich Ratzmann erbaut.

## Kirchhof
An der Seite des Kirchenschiffes liegt der Kirchhof. Alle lesbaren Grabsteine stehen an Grabstätten des 20. Jahrhunderts. Älter ist das Grab von Herrmann Kerst. Er wurde am 11. November 1850 im ehemaligen Wechmarer Pfarrhaus geboren und zog als 20-Jähriger in den Deutsch-Französischen Krieg, wo er am 2. September 1870 in der Schlacht von Sedan als Vizefeldwebel des 15. Thüringischen Infanterieregiments fiel. Seine Familie pflanzte auf seinem Grab eine kleine Eiche und setzte ein Holzkreuz dazu. Im Lauf der Jahre wuchs die Eiche um das Kreuz herum und „vereinnahmte“ es. Im Jahre 2012 wurde das Holzkreuz entfernt, um es zwei Jahre später wieder zu ersetzen. Die Eiche ist heute als Friedenseiche ein Symbol des friedlichen Zusammenlebens in Wechmar.

## Galerie

Bilder der Kirche
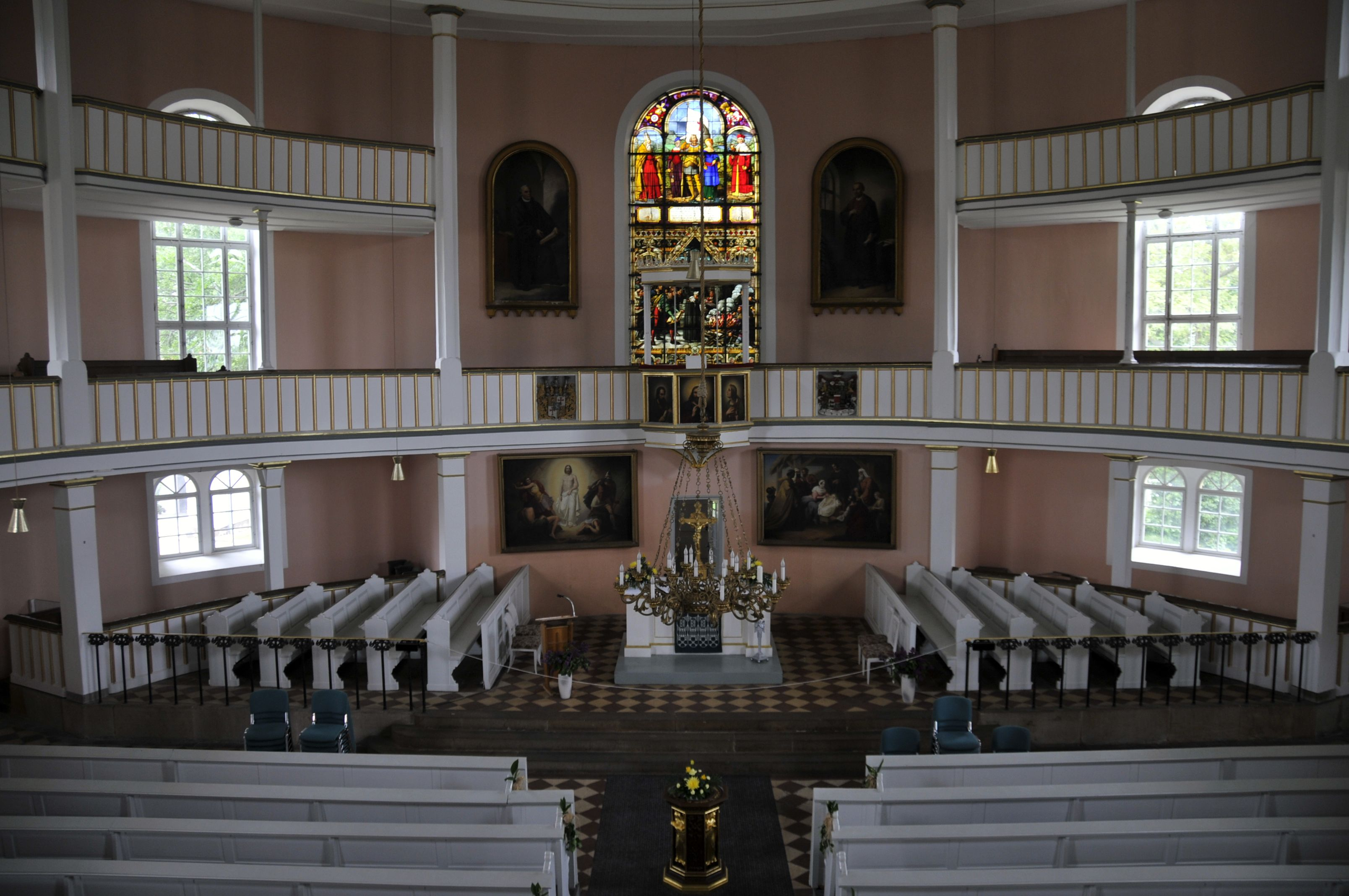
Kircheninneres, die beiden Gemälde rechts und links des Glasfensters stammen von Paul Emil Jacobs
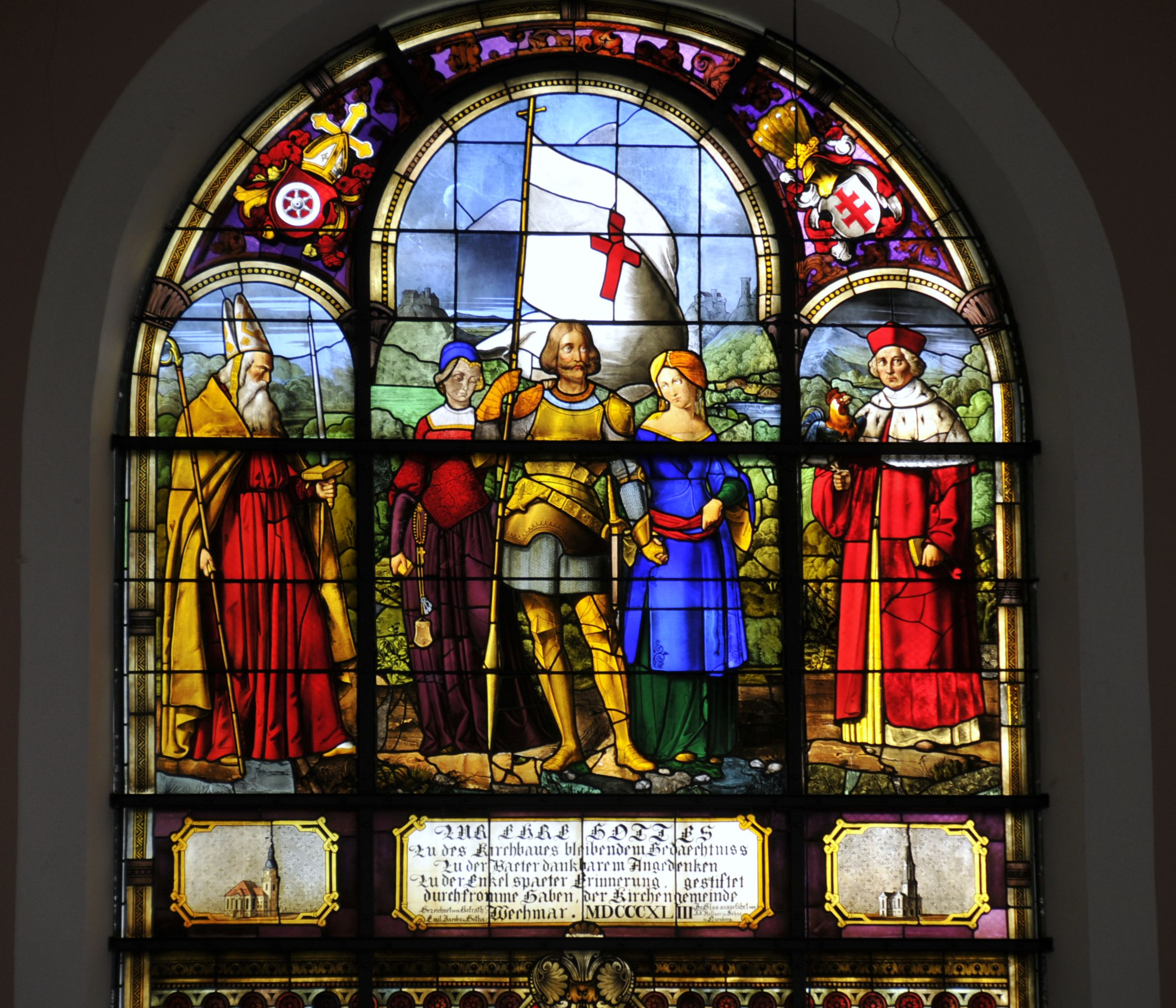
Glasfenster mit dem zweibeweibten Graf von Gleichen
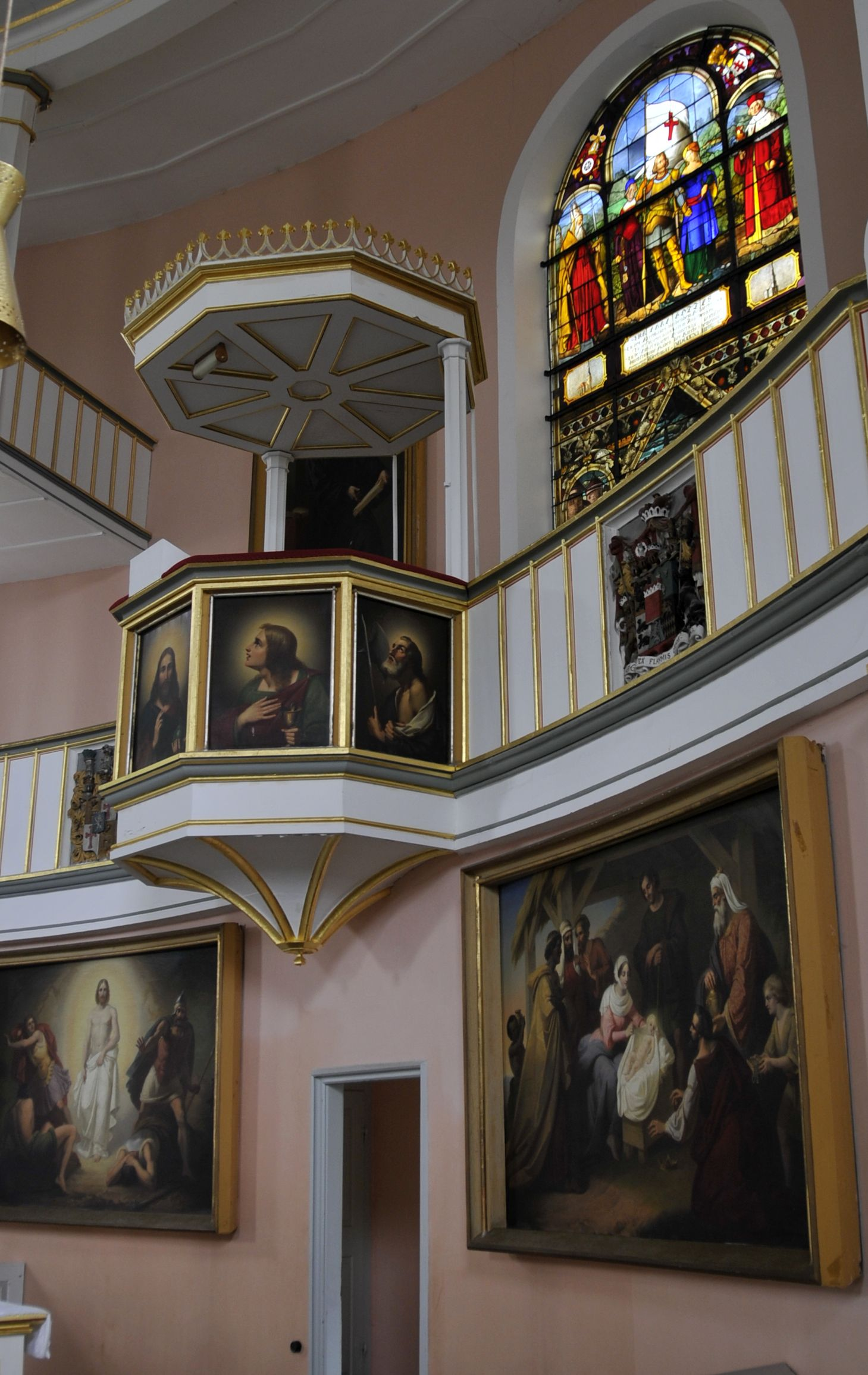
Kanzel
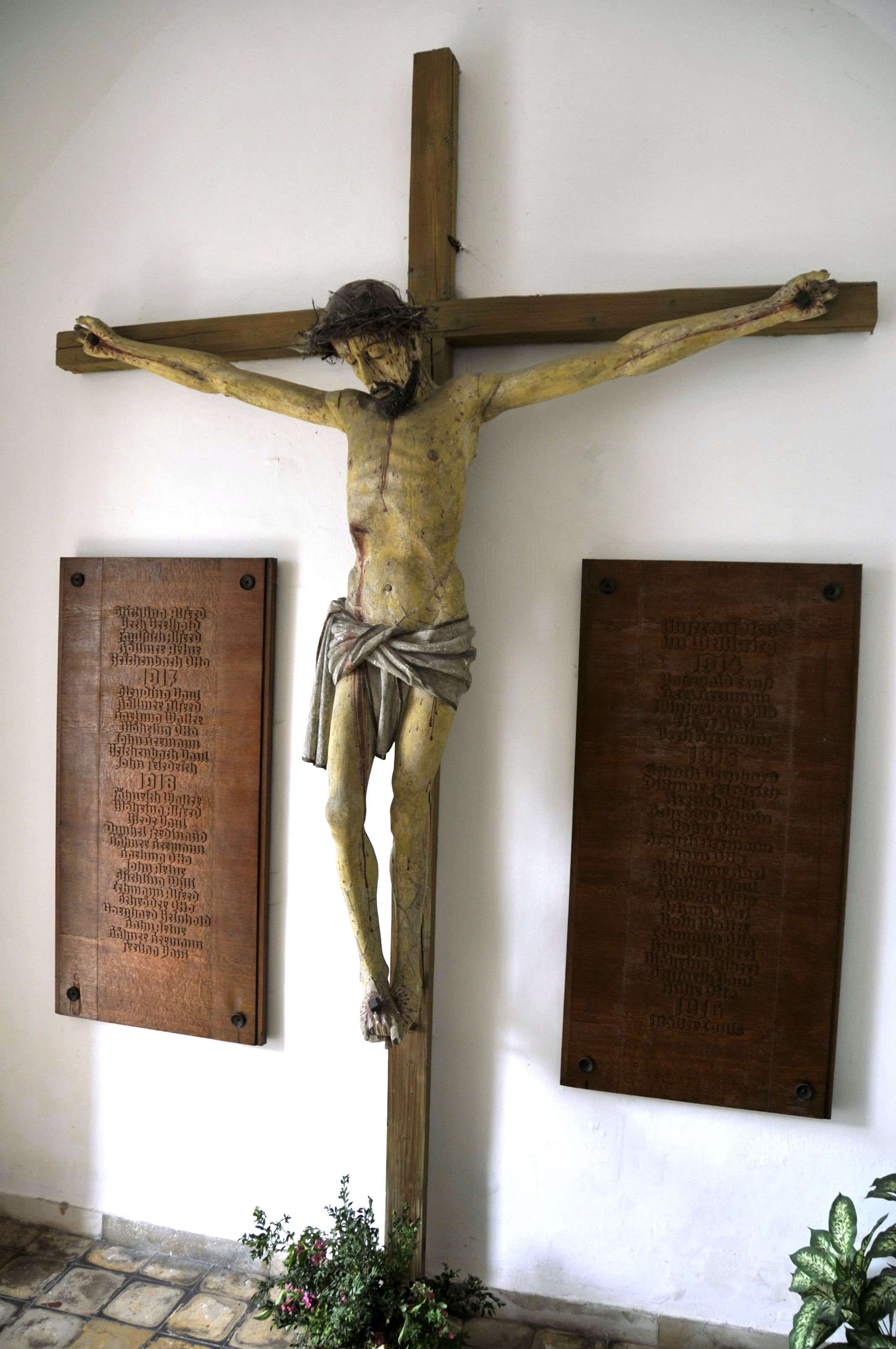
Altes Kruzifix in der Eingangshalle

Bilder des Friedhofs
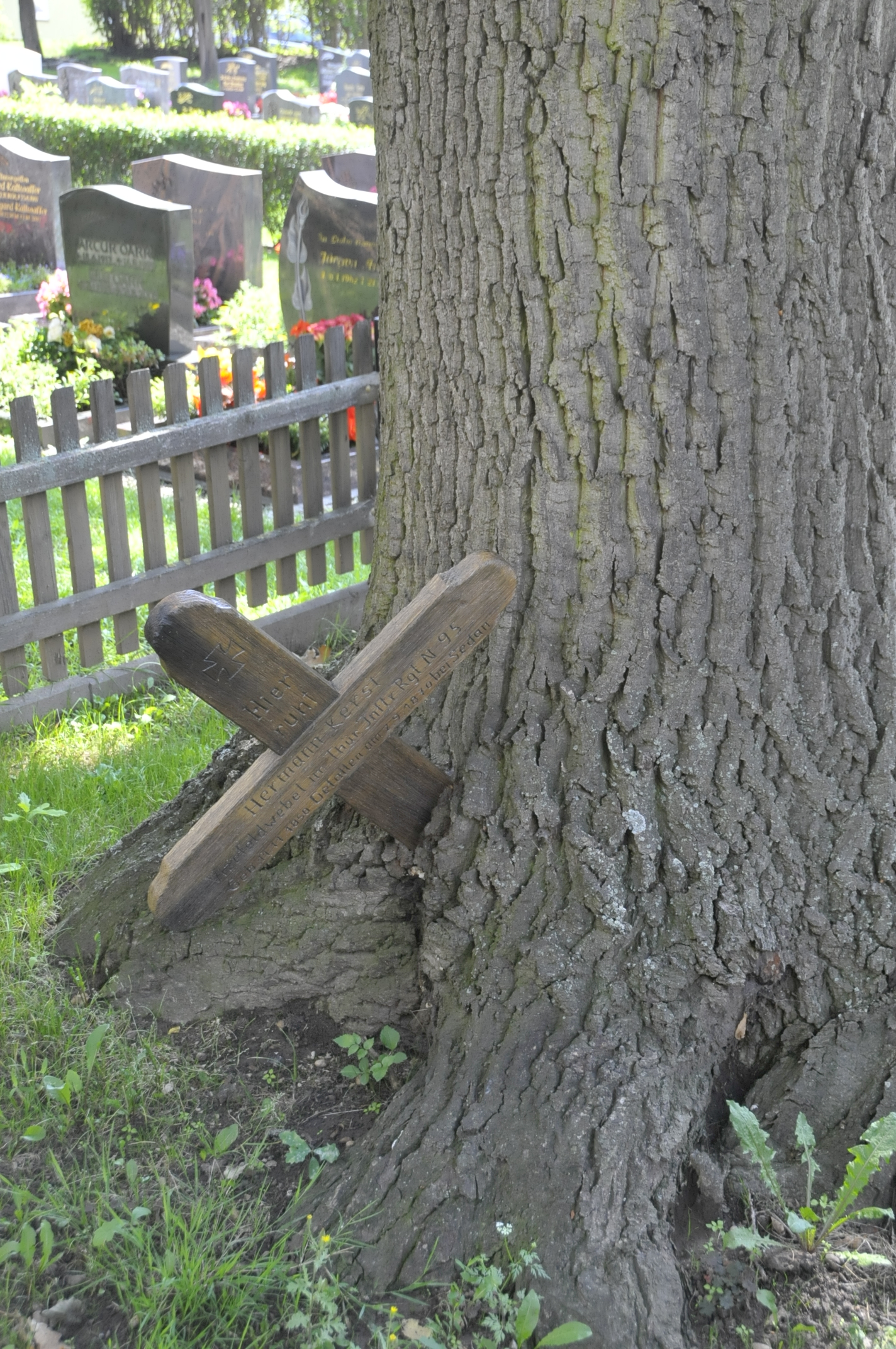
Friedenseiche mit umwachsenem Grabkreuz im Jahre 2014. Das Holzkreuz wurde im Sommer 2014 erneuert.
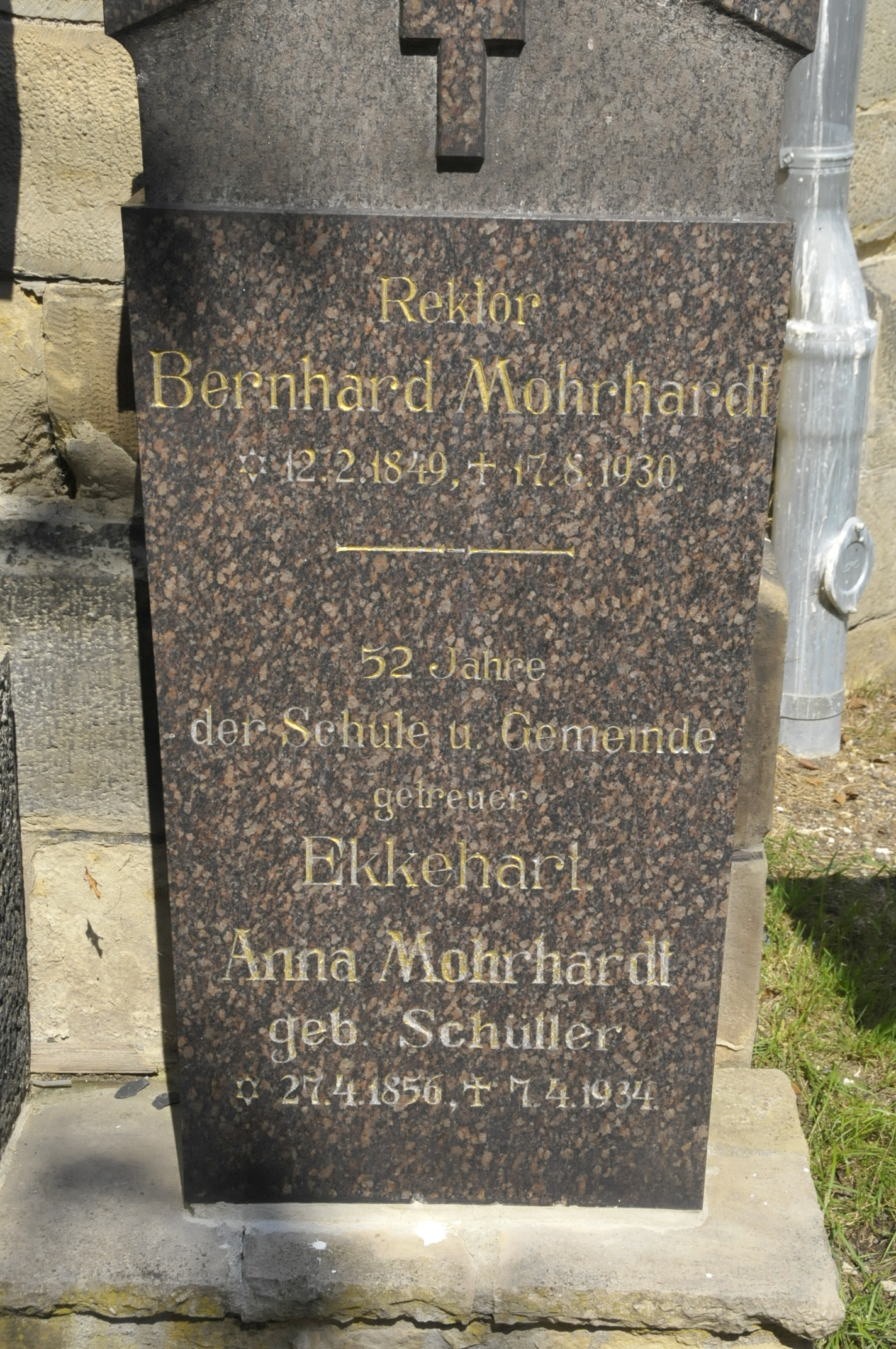
Grabstein von Bernhardt Mohrhardt (von 1870 bis 1922 Lehrer in Wechmar, seit 1872 Rektor der Schule)
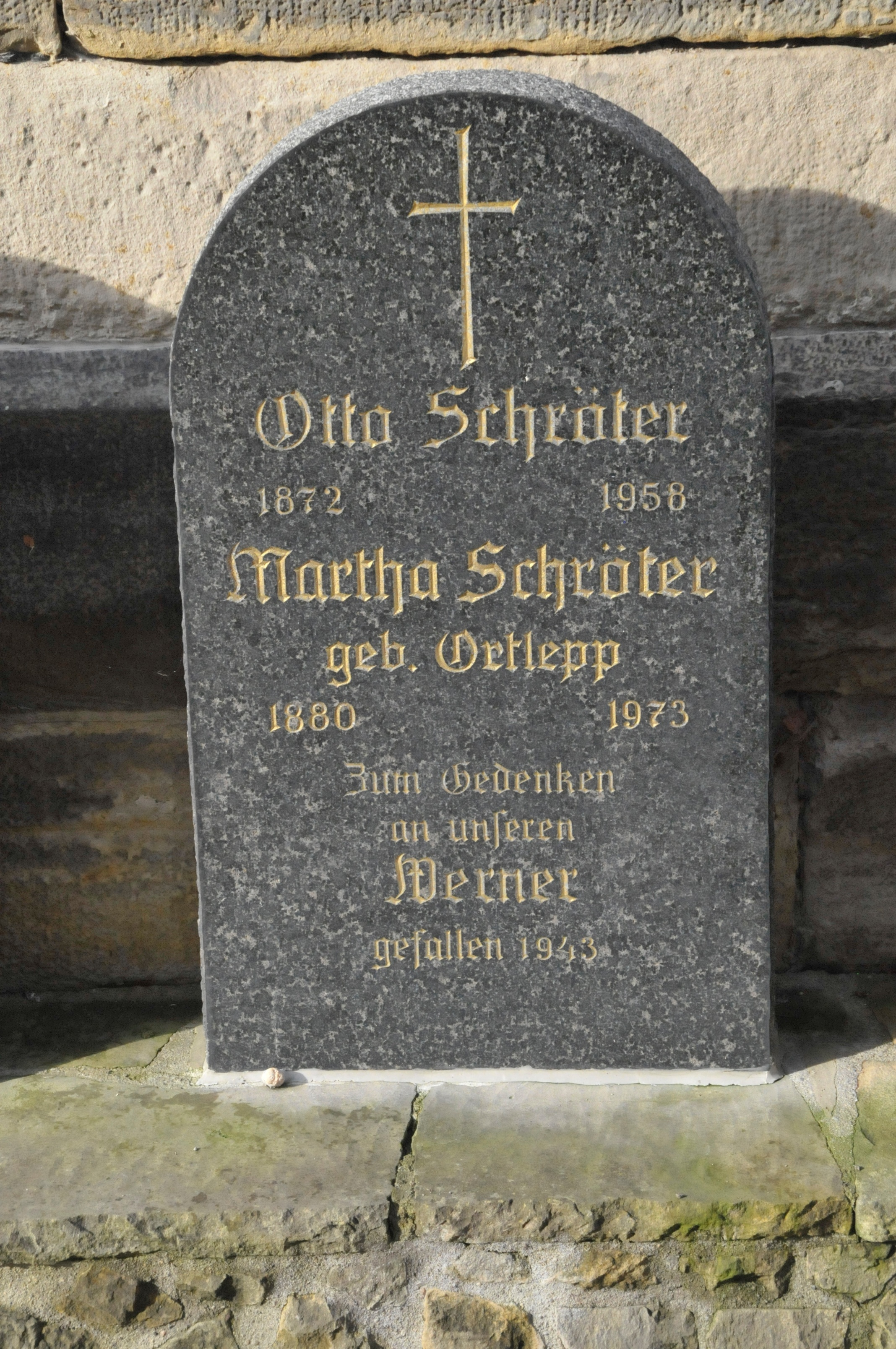
Grabstein von Otto Schröter (Gründete im Jahre 1904 die erste Dampfmolkerei in Wechmar, womit der industrielle Aufschwung des Ortes begann.)
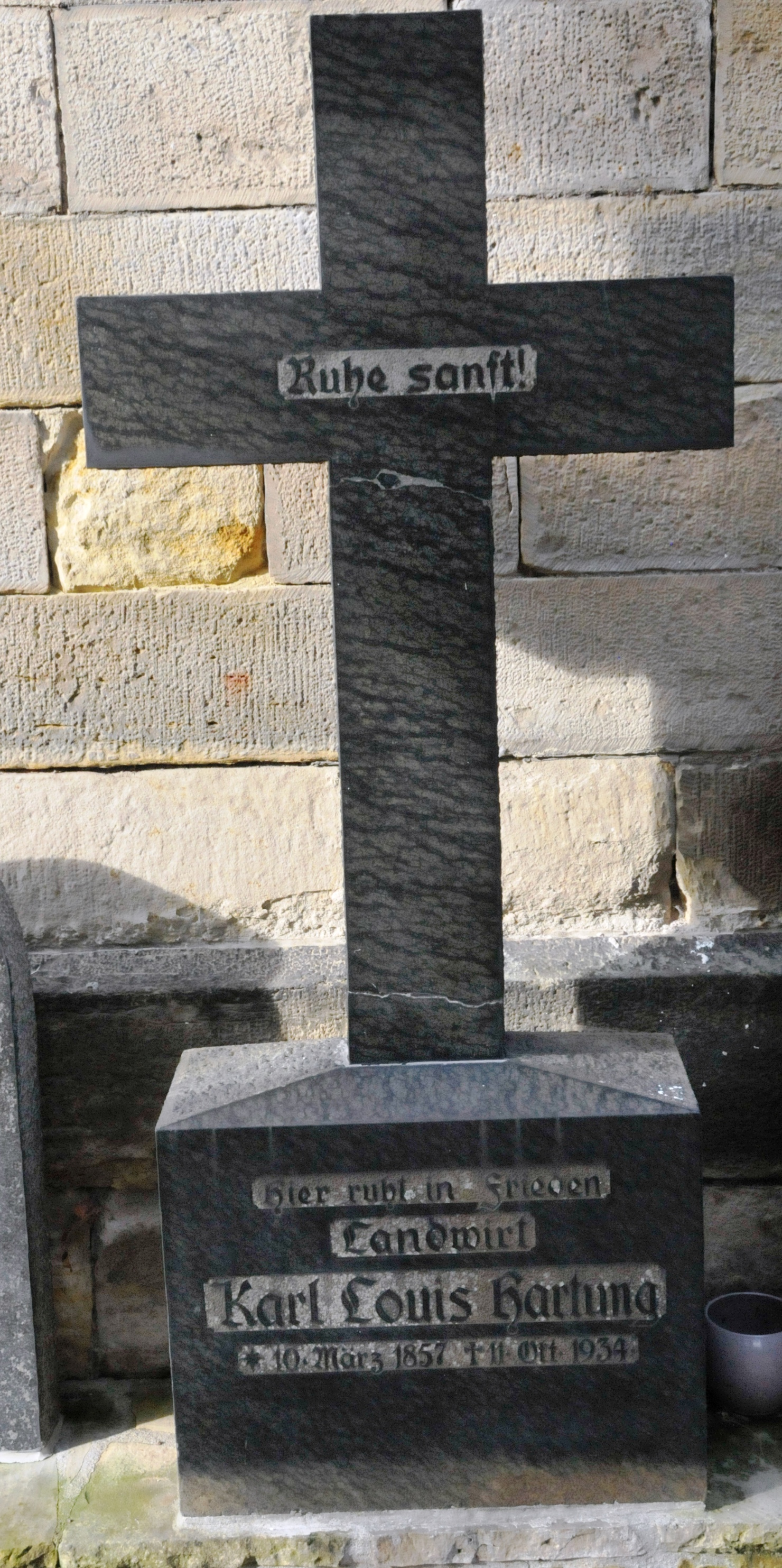
Grabstein von Karl Louis Hartung (Von 1912 bis 1918 Bürgermeister des Ortes, außerdem Gothaer Landtagsabgeordneter)
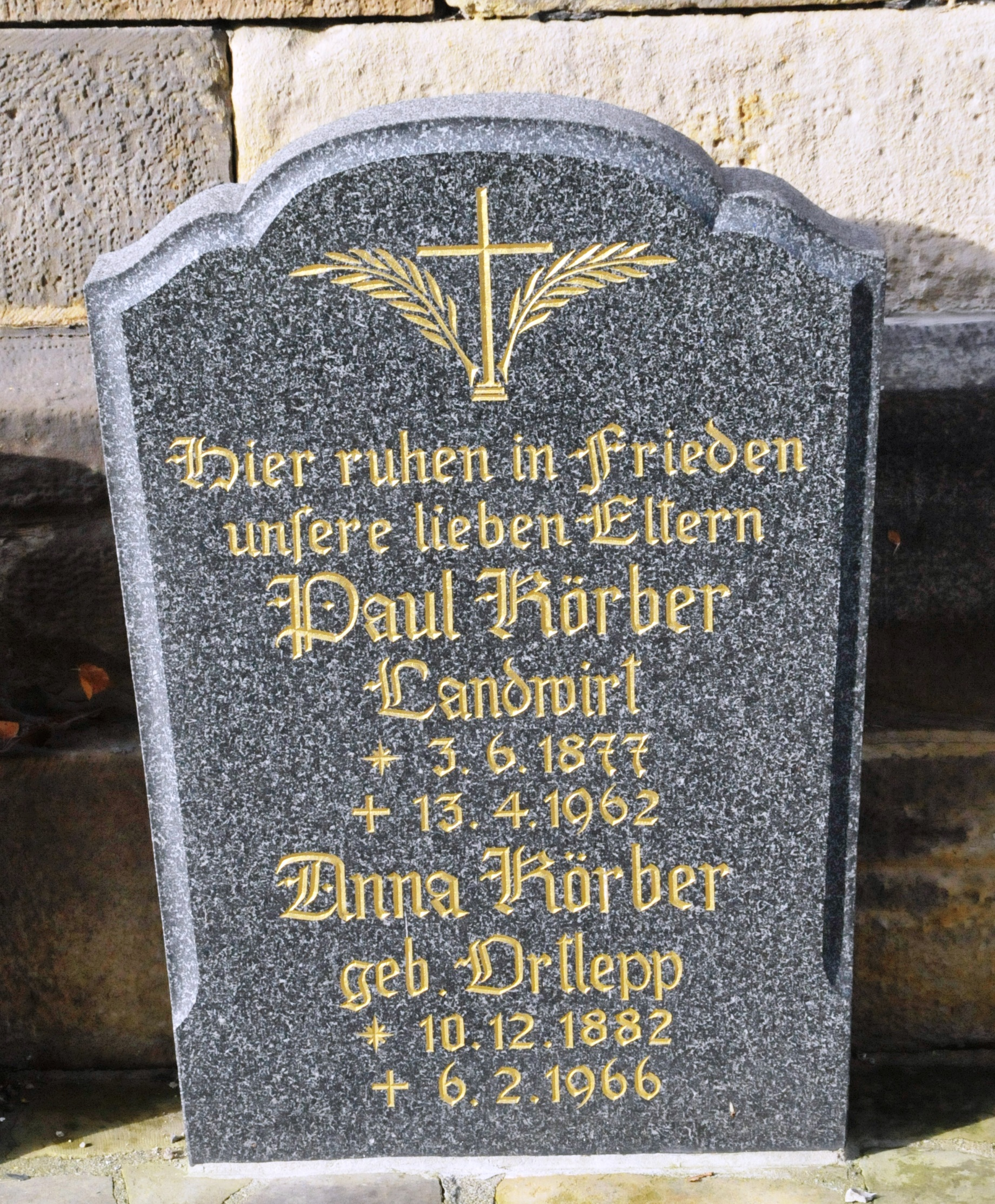
Grabstein der Eheleute Paul und Anna Körber (Paul K. war von 1922 bis 1933 Bürgermeister des Ortes)
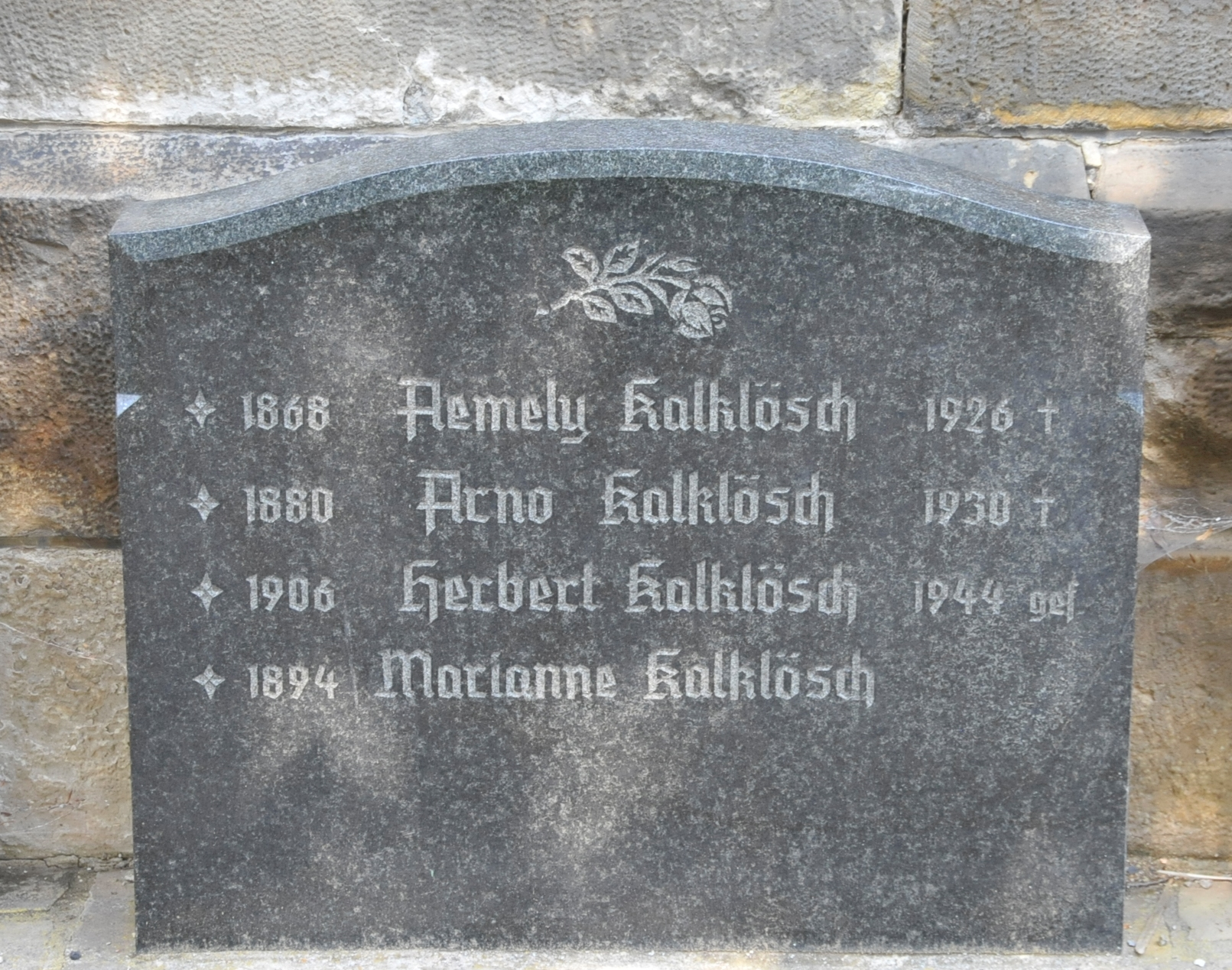
Grabstein von Arno Kalklösch nebst Familie (in Wechmar geborener Verlagsleiter und Schriftsteller)
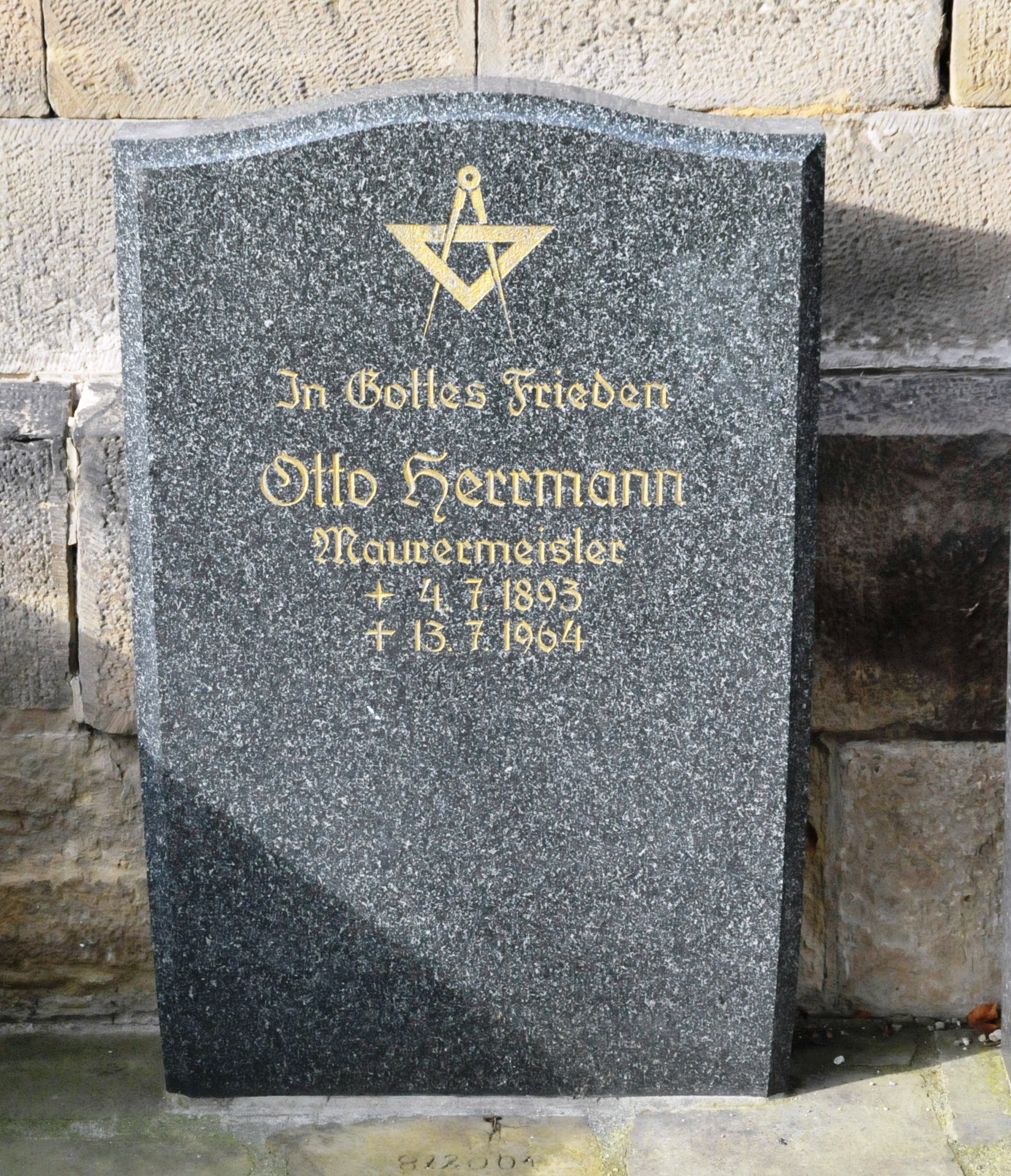
Grabstein von Otto Herrmann (Von 1945 bis 1947 Bürgermeister des Ortes)